# Lotus arborescens
Lotus arborescens är en ärtväxtart som beskrevs av Antonio Xavier Pereira Coutinho. Lotus arborescens ingår i släktet käringtänder, och familjen ärtväxter. Inga underarter finns listade i Catalogue of Life.